# Paul Grant
Paul Grant (ur. 26 czerwca 1943 w Swansea, zm. 23 listopada 2003) – walijski kulturysta, który w 1973 roku pokonał Lou Ferrigno i wygrał konkurs Mister Universe. Był ambasadorem tego sportu. Zdobył także inne tytuły w tym Mr. Walii, Mr. Wielkiej Brytanii, Mr. Europy i Mr. Świata i dwa razy zajął 2. miejsce w Mistrzostwach Świata (World Championships).
Urodził się jako jeden z bliźniaków w Swansea w Walii. W wieku 16 lat zaczął podnosić ciężary. Ożenił się z Christine (z domu Mason), która w 1967 roku zdobyła tytuł Miss Universe Bikini. W latach 70. przeprowadził się w pobliżu Venice w Kalifornii, gdzie trenował w siłowni Gold’s Gym z Arnoldem Schwarzeneggerem, który stał się przyjacielem i pojawili się razem w filmie dokumentalnym Pumping Iron (Kulturyści, 1976). Podczas pobytu w Kalifornii Grant pracował dla Joego Weidera.
Po powrocie do Swansea, prowadził sklep ze zdrową żywnością, a następnie siłownię. Był przez 25 lat prezesem Walijskiej Federacji Kulturystów, począwszy od 1978 roku i zawodów Mr. Walii i Mr. Brytanii.
Po ukończeniu 30. lat przeszedł chorobę nerek, co doprowadziło w 1985 roku do operacji i przeszczepu. 23 listopada 2003 zmarł w wieku 60. lat.